# Plan Rogers

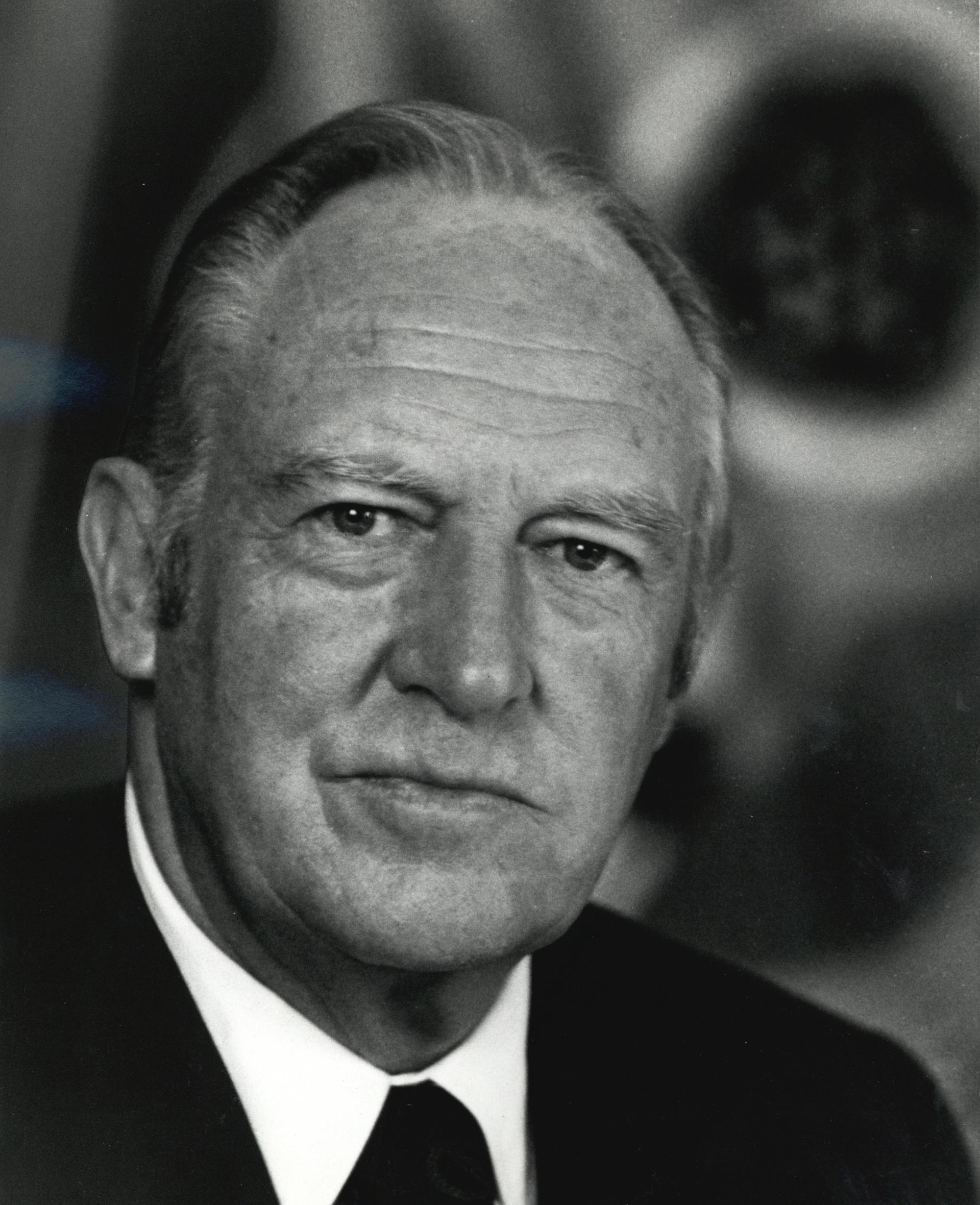
William P. Rogers, autor del plan de paz.

El Plan Rogers fue un acuerdo-marco propuesto por el Secretario de Estado de los Estados Unidos William P. Rogers para conseguir el fin de la beligerancia en el conflicto árabe-israelí tras la Guerra de los Seis Días y la Guerra de Desgaste. Basado en la resolución 242 del Consejo de Seguridad de las Naciones Unidas, contemplaba el retorno de Israel a las fronteras reconocidas internacionalmente con una serie de ajustes mínimos referentes a la seguridad mutua y con una propuesta para la resolución del problema de los refugiados palestinos.

## Historia

### Contexto histórico
El 14 de mayo de 1948, en el contexto de una guerra civil intercomunitaria en el ya extinto Mandato británico de Palestina y de la huida o expulsión de centenares de miles de civiles palestinos, David Ben Gurion declaró la independencia de Israel, a lo que los Estados árabes vecinos respondieron con el envío de tropas expedicionarias. Daba comienzo así la guerra árabe-israelí de 1948 y, con ella, de una manera más general, el conflicto árabe-israelí. En 1956, Israel, el Reino Unido y Francia invadieron Egipto de manera coordinada en lo que pasó a conocerse como la Guerra del Sinaí. Aunque las tropas israelíes consiguieron tomar la península del Sinaí, la presión internacional (y, sobre todo, de los Estados Unidos y la Unión Soviética) llevó al fin de las hostilidades y al retorno a la situación anterior a la guerra. Once años después, el 5 de junio de 1967, Israel atacó de nuevo a las fuerzas egipcias, dando comienzo a la guerra de los Seis Días. En este ocasión, Israel destrozó a los ejércitos egipcio, sirio y jordano, y en tan solo seis días ocupó militarmente la península del Sinaí y la Franja de Gaza a Egipto, Cisjordania y Jerusalén Este a Jordania y los Altos del Golán a Siria. Unos meses después, el Consejo de Seguridad de la ONU aprobó su resolución 242, que recordaba la inadmisibilidad de la adquisición de territorios por la fuerza e instaba a Israel a retirarse de los territorios ocupados en la guerra de junio. Israel rechazó la resolución, lo que generó una serie de iniciativas de paz por parte de distintos actores con el fin de obtener una resolución del conflicto. Mientras tanto, Egipto no se limitó a esperar la aceptación israelí de la resolución 242 y lanzó una guerra limitada contra Israel que pasó a la historia con el nombre de Guerra de Desgaste.

### El Plan Rogers
El Plan Rogers se hizo público el 9 de diciembre de 1969 durante un discurso en una conferencia de educación para adultos. Este discurso llegó a raíz del fracaso de la misión Jarring, que trataba de negociar un plan para la implementación de la Resolución 242 del Consejo de Seguridad de las Naciones Unidas entre los principales actores de la Guerra de los Seis Días.
El Plan Rogers era un documento basado en la propia resolución 242 del Consejo de Seguridad de la ONU, y constaba de diez puntos entre los que destacaban los siguientes aspectos:
- Negociaciones bajo los auspicios de Gunnar Jarring, siguiendo los parámetros utilizados en las reuniones de Rodas en 1949, que desembocaron en los acuerdos de armisticio posteriores a la guerra árabe-israelí de 1948.
- Retirada israelí del territorio egipcio ocupado durante la guerra.
- Un compromiso vinculante entre Israel y Egipto para mantener la paz entre ellos.
- Negociaciones entre Israel y Egipto para alcanzar un acuerdo sobre futuras áreas desmilitarizadas, medidas para garantizar el libre paso de transportes y mercancías a través del Golfo de Aqaba, y acuerdos relacionados con la seguridad en la Franja de Gaza.[5]

El fracaso de la misión Jarring y de las conferencias de paz se manifestó en un prolongado impasse entre Israel y Egipto. Mientras que Israel reclamaba un reconocimiento formal de su soberanía y pretendía obtenerlo mediante conversaciones de paz directas con Egipto, Egipto sólo se comprometía a ofrecer una paz patrocinada por las Naciones Unidas, lo que permitiría a Egipto evitar una crisis política con el resto de naciones árabes, que se oponían vehementemente a cualquier acuerdo con Israel. A cambio de la paz, Israel devolvería todos los territorios ocupados a Egipto tras la guerra de los Seis Días. Ambas partes interpretaron el estancamiento de las negociaciones como un punto muerto que solo se podía solucionar mediante acciones militares. Mientras que el punto de vista del gobierno estadounidense consistía en ofrecer armas a cambio de obtener concesiones territoriales por parte de Israel, estos aspiraban a obtener esas armas para mantener el territorio que se negaban a abandonar.
Las negociaciones que acabaron desembocando en el Plan Rogers fueron complicadas no solo por las hostilidades entre Egipto e Israel, sino también por los enfoques contrarios de la URSS y los EE. UU. sobre la manera de abordar las negociaciones. La estrategia soviética durante las conversaciones de paz había sido la de "atraer a los egipcios a cada paso de las negociaciones. La estrategia estadounidense era completamente distinta. Nunca se plantearon tratar de persuadir a los israelís para que aprobasen cada movimiento realizado por los estadounidenses. Para obtener el sí de Israel, los estadounidenses calcularon que primero tendrían que conseguir el sí de Egipto y el de la Unión Soviética".
De esta manera, aunque tanto la primera ministra israelí Golda Meir como el embajador israelí en los Estados Unidos Isaac Rabin se habían entrevistado con el presidente estadounidense Richard Nixon en los últimos meses de 1969, el discurso de Rogers fue percibido con sorpresa por los líderes israelíes, que lo entendieron como un intento conjunto de EE. UU. y la URSS de imponerles un acuerdo de paz no deseado. Israel rechazó el plan el 10 de diciembre de 1969, calificándolo de "un intento de apaciguarlos [a los árabes] a expensas de Israel". Los soviéticos lo rechazaron tildándolo de "parcial" y "proisraelí." El presidente Nasser lo rechazó también porque supondría un acuerdo de paz por separado con Israel, incluso aunque Egipto recuperase todo el Sinaí.
El 18 de diciembre, Charles Yost, embajador estadounidense ante las Naciones Unidas, propuso un plan de paz entre Israel y Jordania basado en el plan Rogers: retirada israelí de la mayor parte de Cisjordania, control jordano sobre Jerusalén Este y una solución para los refugiados palestinos. Golda Meir calificó el plan de "desastre para Israel" y llamó a consultas a su embajador en la ONU, Isaac Rabin. El 22 de diciembre, tras una reunión del gabinete de gobierno, Israel rechazó formalmente ambas propuestas de paz. A la semana siguiente, el gobierno israelí decidió comenzar con el bombardeo estratégico de numerosas zonas en el interior de Egipto, en el contexto de la Guerra de Desgaste. Entre el 7 de enero y el 13 de abril de 1970, los bombarderos israelíes descargaron 8.000 toneladas de bombas sobre suelo egipcio, principalmente en torno al Canal de Suez, el Delta del Nilo y los alrededores de El Cairo.

### El Segundo Plan Rogers
El 19 de junio de 1970, Rogers anunció un plan para alcanzar el alto el fuego, que en ocasiones se ha llamado el Segundo Plan Rogers. El plan constaba de tres partes: un alto el fuego de tres meses entre Israel y Egipto, un comunicado conjunto de Israel, Egipto y Jordania en el que aceptasen oficialmente la resolución 242 de la ONU (y, específicamente, la parte que llama a la "retirada de los territorios ocupados") y un compromiso por parte de Israel de entrar en negociaciones de paz con Egipto y Jordania en cuanto que el alto el fuego entrase en vigor. Tanto Egipto como Jordania aceptaron el plan para el alto el fuego. Ante las dudas planteadas por el gobierno israelí, el presidente estadounidense Richard Nixon envió una carta a la primera ministra israelí, Golda Meir, animándola a aceptar el plan de paz y asegurándole que este plan no prefijaba las fronteras finales, que deberían ser acordadas mediante negociaciones directas; que no se presionaría a Israel para que aceptase una solución al problema de los refugiados palestinos; y que Israel no tendría que retirar sus fuerzas hasta que se hubiese alcanzado un acuerdo. El 31 de julio, Israel aceptó por fin el Segundo Plan Rogers (aclarando explícitamente que seguía rechazando el Plan Rogers original), lo que supuso que el partido Gahal abandonase la coalición de gobierno liderada por Golda Meir en agosto de 1970, dado que esta decisión suponía la aceptación de la resolución 242 del Consejo General de la ONU. La aceptación de la propuesta por parte de ambos bandos supuso el establecimiento de un alto el fuego el 7 de agosto de 1970, lo que dio por concluida la Guerra de Desgaste.
Según el acuerdo de alto el fuego, ambos bandos se comprometían a no cambiar "el statu quo militar dentro de la zona que se extiende 50 kilómetros al este y al oeste de la línea de alto el fuego". A pesar de que estaba prohibido por el acuerdo, Egipto trasladó inmediatamente baterías antiaéreas a la zona. Hacia octubre de ese año había allí aproximadamente 100 zonas de lanzamiento de cohetes SAM, tras lo que Rogers no realizó esfuerzo diplomático alguno para asegurar su retirada. Esto le restó credibilidad en Israel, que decidió retirarse de la mesa de negociaciones.

### Consecuencias
La rigidez del ejército israelí supuso un contratiempo político con los Estados Unidos, pero Nasser había obtenido un respiro que le valió para consolidar sus sistemas de misiles defensivos, que se habían incrementado desde la guerra. Nasser también aprovechó las negociaciones para abrir una línea de diálogo con los Estados Unidos, tratando así de contrarrestar su creciente dependencia de la Unión Soviética. La Organización para la Liberación de Palestina se mostró sorprendida e indignada por el acuerdo, que propició el intento de George Habash y Nayef Hawatmeh de derrocar al rey Hussein de Jordania. Todo esto desembocó en el Septiembre Negro, una guerra civil que estalló en Jordania el 16 de septiembre de 1970.
En junio de 1971, Rogers comenzó a elaborar un plan para un acuerdo interino a ambos lados del Canal de Suez, al que en ocasiones se conoce como el "Tercer Plan Rogers."

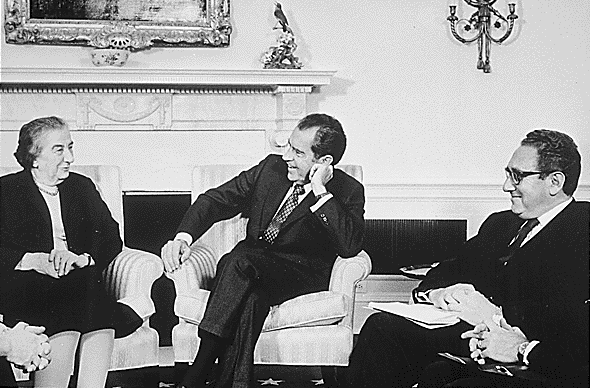
El presidente de los EE.UU. Richard Nixon y la primera ministra israelí Golda Meir en una reunión en el Despacho Oval el 1 de marzo de 1973. El Consejero de Seguridad Nacional de Nixon, Henry Kissinger, aparece a la derecha de este.

Este plan de Rogers no dio frutos, incluso después de que el presidente egipcio Anwar el-Sadat, en un movimiento inesperado, expulsase súbitamente de Egipto a los asesores soviéticos y señalase a Washington una vez más su disposición a negociar. Sin embargo, el 28 de febrero de 1973, durante una visita a Washington, la primera ministra israelí Golda Meir aceptase la propuesta de paz de Henry Kissinger basada en el concepto "seguridad a cambio de soberanía". Esta propuesta implicaba que Israel aceptaría la soberanía egipcia sobre toda la península del Sinaí, a cambio de que Egipto aceptase la presencia militar israelí en algunas posiciones estratégicas de esta región.
Sadat aceptó el nuevo plan Rogers y expulsó al grupo prosoviético de Ali Sabry en abril de 1971. Sin embargo, los Estados Unidos posiblemente tenían un punto de vista distinto al de Egipto, dado que la prioridad del Departamento de Estado estaba en su conflicto con la Unión Soviética antes que en conflictos regionales específicos. El plan Rogers también exacerbó las tensiones entre Kissinger y Rogers, mientras que los países de Oriente Medio descubrieron que los intereses de la política exterior estadounidense eran distintos de los suyos. Kissinger no quería implicar a la Unión Soviética o cualquier otro país árabe aliado de los egipcios, esperando forzar así que este país se viese aislado y se encomendase a los Estados Unidos en lugar de la Unión soviética.
Israel aprovechó esto con la esperanza de impedir toda conversación de paz, lo cual podría resultar en mayores cesiones de territorios en futuros conflictos con países árabes, dado el poderío militar israelí. Nasser se anticipó y evitó cualquier movimiento que le llevase a negociaciones directas con Israel. En docenas de discursos y declaraciones, Nasser postuló su teoría de que cualquier conversación de paz directa con Israel eran equivalente a una rendición.